# عبد الله الذوادي (لاعب كرة قدم بحريني)
عبد الله الذوادي (مواليد 18 مايو 1988 في البحرين) هو لاعب كرة قدم بحريني يجيد اللعب في خط الوسط. يلعب حاليا لصالح الرفاع الذي ينافس في الدوري البحريني الممتاز منذ 2019.

## روابط خارجية
- عبد الله الذوادي على موقع قاعدة بيانات كرة القدم.إي يو (الإنجليزية)